# Kitgum

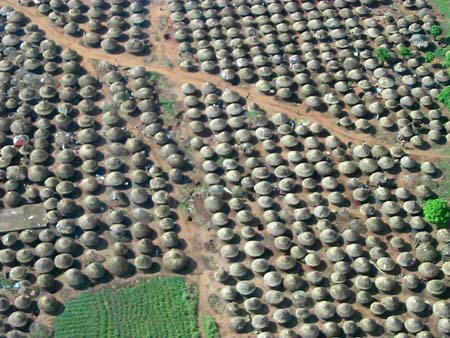
Flüchtlingscamp in Kitgum

Kitgum ist ein Ort im Norden Ugandas mit 56.881 Einwohnern. Kitgum ist der Hauptort des Distriktes Kitgum. Der Ort ist einer der Hauptschauplätze des Flüchtlingsdramas, das mit dem Rebellenkampf der Lord’s Resistance Army verbunden ist.
Der Ort ist Sitz des Bistums Norduganda der anglikanischen Church of Uganda.

## Bevölkerungsentwicklung

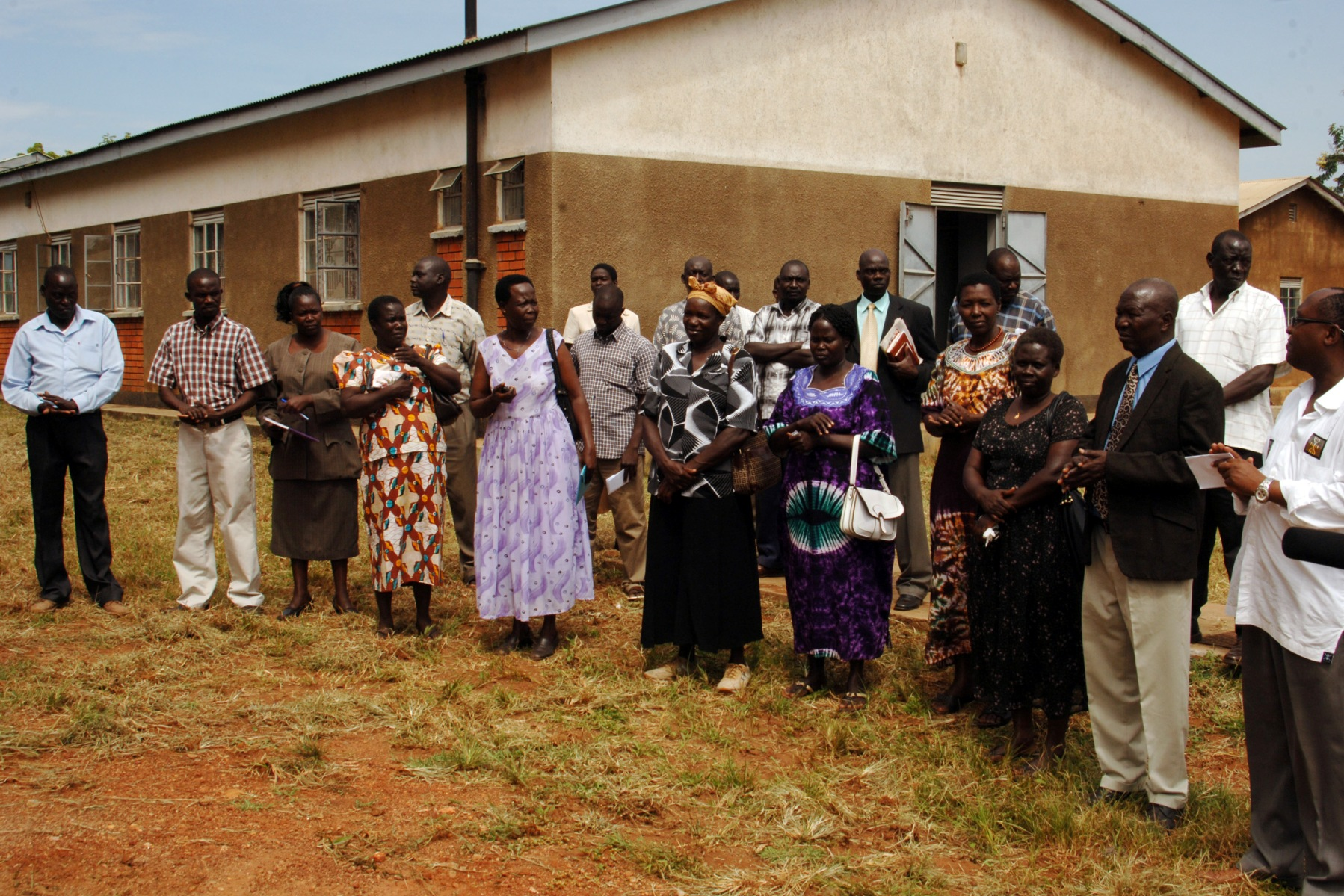
Einwohner von Kitgum, September 2008

| Jahr           | Einwohner |
| -------------- | --------- |
| Zensus 1991    | 12.978    |
| Zensus 2002    | 41.821    |
| Schätzung 2005 | 56.881    |

## Entwicklungsprojekt
Die Österreichische Entwicklungszusammenarbeit (OEZA) unterstützt seit dem Jahr 1997 die Wasserver- und -entsorgung der im umkämpften Norden Ugandas gelegenen Stadt. Zunächst wurde das ursprüngliche Wasserversorgungssystem der Stadt wiederhergestellt und mit dem Aufbau einer selbst tragenden Struktur für den Betrieb und die Verwaltung begonnen. Anschließend wurde der Anschluss mehrerer öffentlicher Einrichtungen außerhalb des Stadtzentrums (Spital, Schulen, Internate) an dieses Wasserversorgungssystem gefördert. Im weiteren Verlauf begann man damit, die Siedlungshygiene der Einwohner im Sinne der Prinzipien von Ecological Sanitation (EcoSan) zu verbessern. Im Rahmen der derzeit laufenden Phase soll die Wasserversorgung der Stadt vor allem durch eine Unterstützung des Betriebs im Operations & Maintenance-Bereich stabilisiert werden. Ferner ist die Implementierung eines Photovoltaic-Pumping-Systems zur Sicherstellung eines konstanten Wasserangebots für die Bevölkerung von Kitgum vorgesehen, was unabhängig von der Sicherheitssituation in Norduganda möglich ist und die Abhängigkeit einer Versorgung der Stadt mit Strom und/oder Diesel für Generatoren und Pumpen zu beseitigen hilft.